# Dovhovollea, Volodîmîreț
Dovhovollea (în ucraineană Довговолля) este o comună în raionul Volodîmîreț, regiunea Rivne, Ucraina, formată numai din satul de reședință.

## Demografie
Componența lingvistică a comunei Dovhovollea
     Ucraineană (99,41%)
     Alte limbi (0,58%)
Conform recensământului din 2001, majoritatea populației comunei Dovhovollea era vorbitoare de ucraineană (99,41%), existând în minoritate și vorbitori de alte limbi.